# Wrightella dubia
Wrightella dubia är en korallart som först beskrevs av Hjalmar Broch 1916.  Wrightella dubia ingår i släktet Wrightella och familjen Melithaeidae. Inga underarter finns listade i Catalogue of Life.